# Estación Melchor Romero
José Melchor Romero es una estación ferroviaria ubicada en la localidad homónima, en el  Partido de La Plata, Provincia de Buenos Aires, Argentina.

## Servicios
Actualmente, no presta servicios de pasajeros.

## Ubicación
Se ubica en el antiguo ramal entre las estaciones  Ringuelet y Coronel Brandsen. El ramal fue iniciado en 1883 por el Ferrocarril Oeste de Buenos Aires, propiedad de la Provincia de Buenos Aires, y vendido en 1890 al Ferrocarril Buenos Aires al Puerto de la Ensenada. Este último fue a su vez adquirido en 1898 por el Ferrocarril del Sud, de capitales británicos. Al nacionalizarse los ferrocarriles y reorganizarse el sistema en 1948, pasó a ser parte del Ferrocarril General Roca.